# Fajsz (vas)
Fajsz je vas na Madžarskem, ki upravno spada pod podregijo Kalocsai Županije Bács-Kiskun.